# Azerya Teklay
Azerya Teklay Weldemariam, né en 1978, est un coureur de fond érythréen spécialisé en course en montagne. Il a remporté le Grand Prix WMRA en 2012 et 2013.

## Biographie
Il découvre le sport relativement tard, lors de son service militaire qui inclut des entraînements sportifs. Il démontre de bonnes performances puis rejoint l'équipe nationale. Pour complémenter son maigre salaire de militaire, il met à profit ses compétences sportives pour remporter des primes de victoires.
Il décroche la médaille d'argent aux championnats du monde de course en montagne 2009 à Campodolcino ainsi que l'or par équipe. Il répète ces mêmes résultats l'année suivante lors des championnats du monde à Kamnik en terminant cette fois derrière son compatriote Samson Kiflemariam.
Il s'illustre durant la saison 2012 en remportant la victoire aux courses Harakiri-Run, du Grintovec, et termine deuxième aux championnats du monde (où il remporte à nouveau l'or par équipe) ainsi qu'à Šmarna Gora. Il remporte ainsi aisément le Grand Prix WMRA.
Lors de la saison 2013, il remporte des victoires au Grand Ballon et au Grintovec, ainsi que des podiums à l'Asitzgipfel et à Šmarna Gora. Il remporte à nouveau le Grand Prix WMRA. Le 14 août 2013, il prend le départ de Sierre-Zinal et passe en tête à Chandolin mais abandonne finalement. L'Érythrée décide de renoncer à participer aux championnats du monde de course en montagne 2013 à Krynica-Zdrój faute de moyens. Azerya paye son voyage lui-même pour y participer. Il y termine neuvième.
En 2014, il se met aux courses plus longues. Il remporte le Gorski Maraton puis termine deuxième à 43 secondes derrière Sage Canaday à l'ascension de Pikes Peak qui compte comme Challenge mondial de course en montagne longue distance, remportant ainsi la médaille d'argent. 
Le 20 juin 2015, il remporte sa seconde victoire au Gorski Maraton en établissant le record du parcours en 4 h 0 min 48 s.
Sur conseil de son coach, il s'installe à Englewood au Colorado en tant que réfugié en 2016. Il bénéficie notamment de l'aide du traileur Scott Mills,. En août 2016, il réalise le doublé à Pikes Peak. Il termine quatrième de l'ascension et deuxième du marathon, lui permettant de remporter le classement « Double ». Il réitère cette performance l'année suivant en terminant sixième de l'ascension et quatrième du marathon.
Le 18 août 2018, il parvient enfin à remporter la victoire à l'ascension de Pikes Peak, toutefois sur un parcours raccourci au dernier moment en raison des conditions météorologiques.

## Palmarès

### Course en montagne
| no  | masculin           | Course                                                  | Longueur | Départ           | Temps           |
| --- | ------------------ | ------------------------------------------------------- | -------- | ---------------- | --------------- |
| 2e  | Médaille d'argent  | Championnats du monde de course en montagne             | 13,2 km  | 6 septembre 2009 | 55 min 45 s     |
| 2e  | Médaille d'argent  | Championnats du monde de course en montagne             | 12 km    | 5 septembre 2010 | 56 min 28 s     |
| 1re | Médaille d'or      | Harakiri-Run                                            | 10,4 km  | 31 juillet 2011  | 50 min 0 s      |
| 1re | Médaille d'or      | Course de montagne du Grintovec                         | 9,6 km   | 29 juillet 2012  | 1 h 17 min 27 s |
| 1re | Médaille d'or      | Harakiri-Run                                            | 10,4 km  | 5 août 2012      | 52 min 3 s      |
| 2e  | Médaille d'argent  | Championnats du monde de course en montagne             | 14,1 km  | 2 septembre 2012 | 1 h 2 min 47 s  |
| 2e  | Médaille d'argent  | Course de Šmarna Gora                                   | 10 km    | 6 octobre 2012   | 41 min 32 s     |
| 1re | Médaille d'or      | Montée du Grand Ballon                                  | 13,2 km  | 2 juin 2013      | 1 h 0 min 5 s   |
| 1re | Médaille d'or      | Course de montagne du Grintovec                         | 9,6 km   | 28 juillet 2013  | 1 h 22 min 14 s |
| 9e  | 9e                 | Championnats du monde de course en montagne             | 13,5 km  | 8 septembre 2013 | 56 min 27 s     |
| 2e  | Médaille d'argent  | Course de Šmarna Gora                                   | 10 km    | 5 octobre 2013   | 41 min 49 s     |
| 2e  | Médaille d'argent  | Montée du Grand Ballon                                  | 13,2 km  | 15 juin 2014     | 1 h 0 min 29 s  |
| 1re | Médaille d'or      | Gorski Maraton                                          | 40 km    | 21 juin 2014     | 4 h 3 min 14 s  |
| 2e  | Médaille d'argent  | Challenge mondial de course en montagne longue distance | 21,4 km  | 16 août 2014     | 2 h 10 min 49 s |
| 2e  | Médaille d'argent  | Montée du Grand Ballon                                  | 13,2 km  | 14 juin 2015     | 59 min 48 s     |
| 1re | Médaille d'or      | Gorski Maraton                                          | 40 km    | 20 juin 2015     | 4 h 0 min 48 s  |
| 2e  | Médaille d'argent  | Marathon de Pikes Peak                                  | 42,2 km  | 21 août 2016     | 3 h 42 min 52 s |
| 1re | Médaille d'or      | Moab Trail Marathon                                     | 42,2 km  | 5 novembre 2016  | 2 h 58 min 4 s  |
| 4e  | 4e                 | Marathon de Pikes Peak                                  | 42,2 km  | 20 août 2017     | 4 h 5 min 4 s   |
| 3e  | Médaille de bronze | Barr Trail Mountain Race                                | 20,3 km  | 16 juillet 2017  | 1 h 35 min 43 s |
| 1re | Médaille d'or      | Barr Trail Mountain Race                                | 20,3 km  | 15 juillet 2018  | 1 h 35 min 34 s |
| 1re | Médaille d'or      | Ascension de Pikes Peak                                 | 11,3 km  | 18 août 2018     | 1 h 6 min 26 s  |

### Route
| Année | Compétition                                   | Lieu              | Place | Épreuve       | Temps           |
| ----- | --------------------------------------------- | ----------------- | ----- | ------------- | --------------- |
| 2011  | Marathon de Porto San Giorgio                 | Porto San Giorgio | 2e    | Marathon      | 2 h 21 min 41 s |
| 2014  | California International Marathon             | Sacramento        | 5e    | Marathon      | 2 h 15 min 50 s |
| 2015  | California International Marathon             | Sacramento        | 7e    | Marathon      | 2 h 18 min 38 s |
| 2016  | Kaiser Permanente San Francisco Half Marathon | San Francisco     | 1er   | Semi-marathon | 1 h 8 min 7 s   |
| 2017  | Garden of the Gods                            | Manitou Springs   | 2e    | 10 miles      | 52 min 7 s      |

## Records
| Épreuve       | Performance     | Date           | Lieu              |
| ------------- | --------------- | -------------- | ----------------- |
| 10 kilomètres | 31 min 0 s      | 29 mai 2017    | Boulder           |
| 10 miles      | 52 min 7 s      | 11 juin 2017   | Manitou Springs   |
| Semi-marathon | 1 h 6 min 36 s  | 7 février 2015 | Massawa           |
| Marathon      | 2 h 21 min 41 s | 15 mai 2011    | Porto San Giorgio |